# Нигам, Шраддха
Шраддха Нигам (англ. Shraddha Nigam, род. 1 октября 1979, Индия) — индийская актриса

 кино и телевидения.

## Личная жизнь

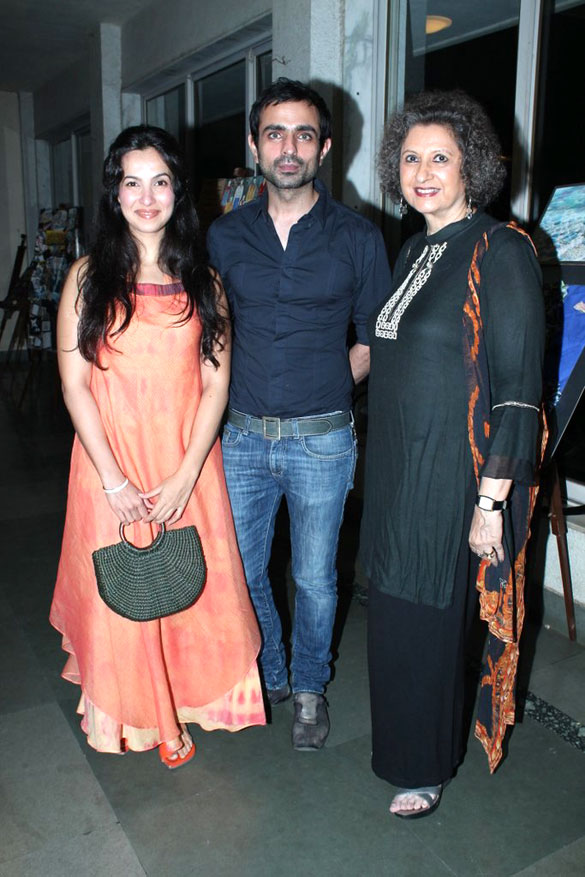
Шраддха Нигам и Маянк Ананд на показе мод Shalom

В 2008 году Шраддха вышла замуж за телевизионного актёра Карана Сингха Гровера. Они развелись 10 месяцев спустя после сообщений о его романе с хореографом Николь Альварес. В 2012 году актриса вышла замуж за актёра Маянка Ананда; пара совместно владеет линией модной одежды MASN с 2011 года.

## Карьера
Дебютом Шраддхи в кино стал фильм Poonilamazha 1997 года на малаялам. Её дебют на хинди состоялся в фильме «Азарт любви» в 2000 году. Позже она снялась в нескольких фильмах на хинди. Её телевизионным дебютом стал сериал Choodiyan. The Times of India писала, что её роль в сериале «Кришна Арджун» «украла сердца». В 2010 году Шраддха сосредоточилась на своей линии дизайна одежды. В 2012 году ей предложили роль вместе с Ануджем Саксеной в шоу, созданном актрисой Бхайрави Райчурой.

## Фильмография

### Фильмы
- Apne Dam Par[англ.] (1996)
- Poonilamazha[англ.] (1997)
- «Азарт любви» (2000)
- Aaghaaz[англ.] (2000)
- Aazad (фильм на телугу) (2000)
- The Truth (2002)
- Athade Oka Sainyam[англ.] (2004)
- «Разрыв[укр.]» (2007)
- Say Salaam India[англ.] (2007)
- Jack N Jhol (2008) — Памми
- «Лахор[англ.]» (2010)